# فوئرته دل ری
فوئِرته دِل رِی (به اسپانیایی: Fuerte del Rey) یکی از دهستان‌های استان خائن در کشور اسپانیا است. این شهر با مساحت ۳۴٫۴۳ کیلومتر مربع، ۱۴۰۲ تن جمعیت دارد.